# Inangahua Junction

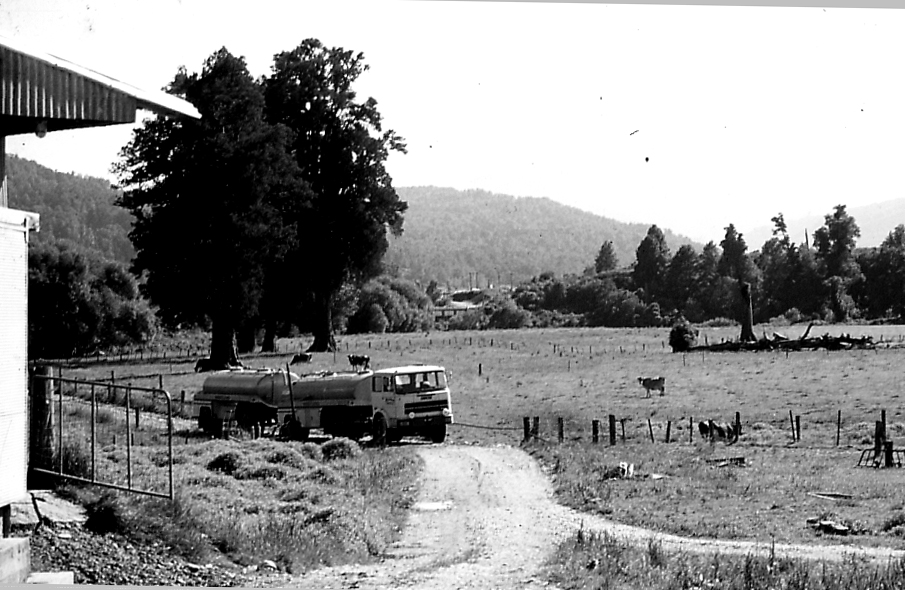
La citerne de lait arrive à Inangahua Junction en 1978

Inangahua Junction est une petite localité du nord-ouest de l’Île du Sud de la Nouvelle-Zélande.

## Situation
Elle est située à la confluence de la rivière Inangahua et du fleuve Buller, à 34 km au nord de la ville de Reefton et à 46 km au sud-est de la ville de Westport.
La ville de Murchison est à 52 km vers l’est.
La ville d’Inangahua est située juste à l’est de la jonction,.

## Population
La population était de 159 habitants lors du recensement de 2006 en Nouvelle-Zélande en augmentation de 9 personnes par rapport à celui de 2001.

## Toponymie
Le nom de la ville fait référence à inanga, le mot Māori pour les blanchaille (en). Inangahua Junction était autrefois connue sous le nom de Christies Junction.

## Activités économiques
Les industries principales de la ville comprennent l’exploitation forestière, l’extraction du charbon, l’agriculture et les scieries.
Il y a une petite école primaire, des magasins, une station de pompiers et un musée du tremblement de terre.

## Tremblement de terre

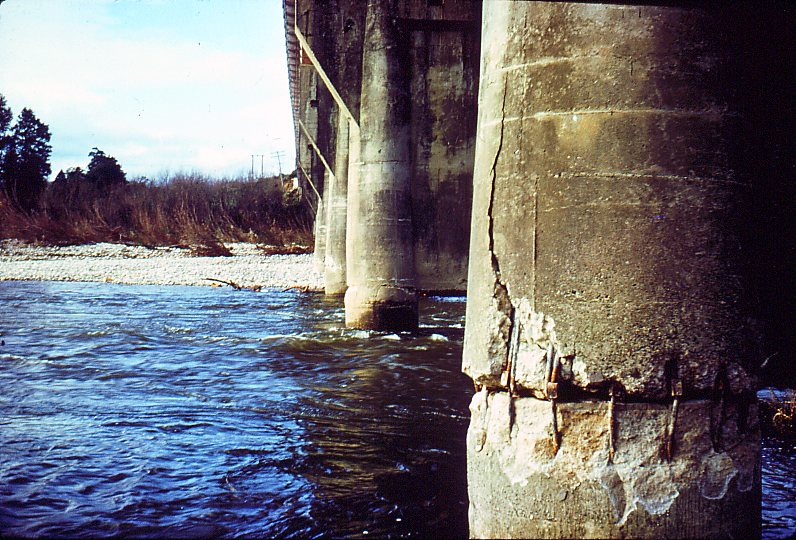
Le pont d’Inangahua après le tremblement de terre de 1968

La ville fut très largement affectée par le tremblement de terre du vendredi 24 mai 1968 à Inanguhua.
À 5 h 24 du matin, un séisme d’intensité 7.1 sur l’échelle de Richter frappe la ville, entraînant de nombreux glissements de terrain et des répliques qui durent plusieurs jours.
La population entière, soit environ 100 personnes, est temporairement évacuée. Deux personnes furent tuées et trois autres furent tuées plus tard lors d’une évacuation des survivants du fait d’un accident d’hélicoptère.

## Chemin de fer
La ville d’Inangahua Junction est située sur la ligne de chemin de fer de ligne allant de Stillwater à Westport (en), et fut pressentie pour être la jonction de cette ligne avec la section de Nelson (en), qui ne fut jamais terminée.
En 1914, le chemin de fer fut ouvert vers Inangahua Junction à partir de son ancien terminus à Cronadun, mais la progression ensuite à travers les gorges de Buller Gorge  fut très lente.
En juillet 1942, les trains commencèrent à circuler sur toute la longueur de la ligne entre la ville de Stillwater et celle de Westport, mais la ligne ne fut pas ouverte officiellement avant le 5 décembre 1943.
Les trains de passagers furent assurés par les locomotives type classe RM (en) et des autorails de la classe Vulcan (en), qui connectaient à Stillwater avec les trains de la ligne Midland entre les villes de Greymouth et de Christchurch.
En 1967, le service de passagers cessa et aujourd’hui, l'essentiel du trafic concerne le charbon, avec de nombreux trains de fret qui traversent la ville d’Inangahua Junction chaque jour.
Désormais, la ville est desservie par une ligne de bus inter-cité quotidien reliant en journée les villes de Nelson et Westport.

## Festival de musique PHAT
Inangaha abritait le festival de musique 'PHAT' le jour du  réveillon.
Des artistes néo-zélandais et internationaux se sont produits aux PHAT07, PHAT08, PHAT09, PHAT10, et PHAT11.
Le festival PHAT se tient dans une clairière plate entourée du bush natif sur la route nommée Rough Creek Road, près de Browns Creek Road, au sud de la ville d'Inangahua, sur un terrain qui appartient à la famille Storer.
Approximativement 5 000 personnes viennent assister au festival de musique PHAT, avec plus de 48 heures de spectacle continus sur deux scènes différentes.
L’autre évènement annuel qui se tient sur le site d’Inangahua est le PHAT MOON.
PHAT MOON se déroule sur un week-end.
Tout ceci a cessé il y a quelques années et le site est redevenu une simple ferme.

## Éducation
- L’école d’Inangahua Junction School est une école primaire mixte (allant de 1 à 6 ans) avec un taux de décile de 6 et un effectif de neuf élèves[5]. L’école existait déjà en 1887[6].

- Le collège d’Inangahua a fusionné avec l’école de Reefton pour former la Reefton Area School en 2004[7]. Le collège, qui existait depuis 38 années, avait précédemment remplacé le Reefton District High School[8].